# Elachertus fenestratus
Elachertus fenestratus är en stekelart som beskrevs av Christian Gottfried Daniel Nees von Esenbeck 1834. Elachertus fenestratus ingår i släktet Elachertus och familjen finglanssteklar. Arten är reproducerande i Sverige. Inga underarter finns listade i Catalogue of Life.